# Fausto (ópera)
Fausto (título original en francés, Faust) es una grand opéra en cinco actos con música de Charles Gounod y libreto en francés de Jules Barbier y Michel Carré, versión de la leyenda de Fausto; adapta la pieza teatral Faust et Marguerite de los mismos Barbier y Carré, inspirada levemente en el Fausto, parte I, de Goethe. Se estrenó en el Théâtre Lyrique (Théâtre-Historique, Opéra-National, Boulevard du Temple) en París el 19 de marzo de 1859.

## Historia de las representaciones

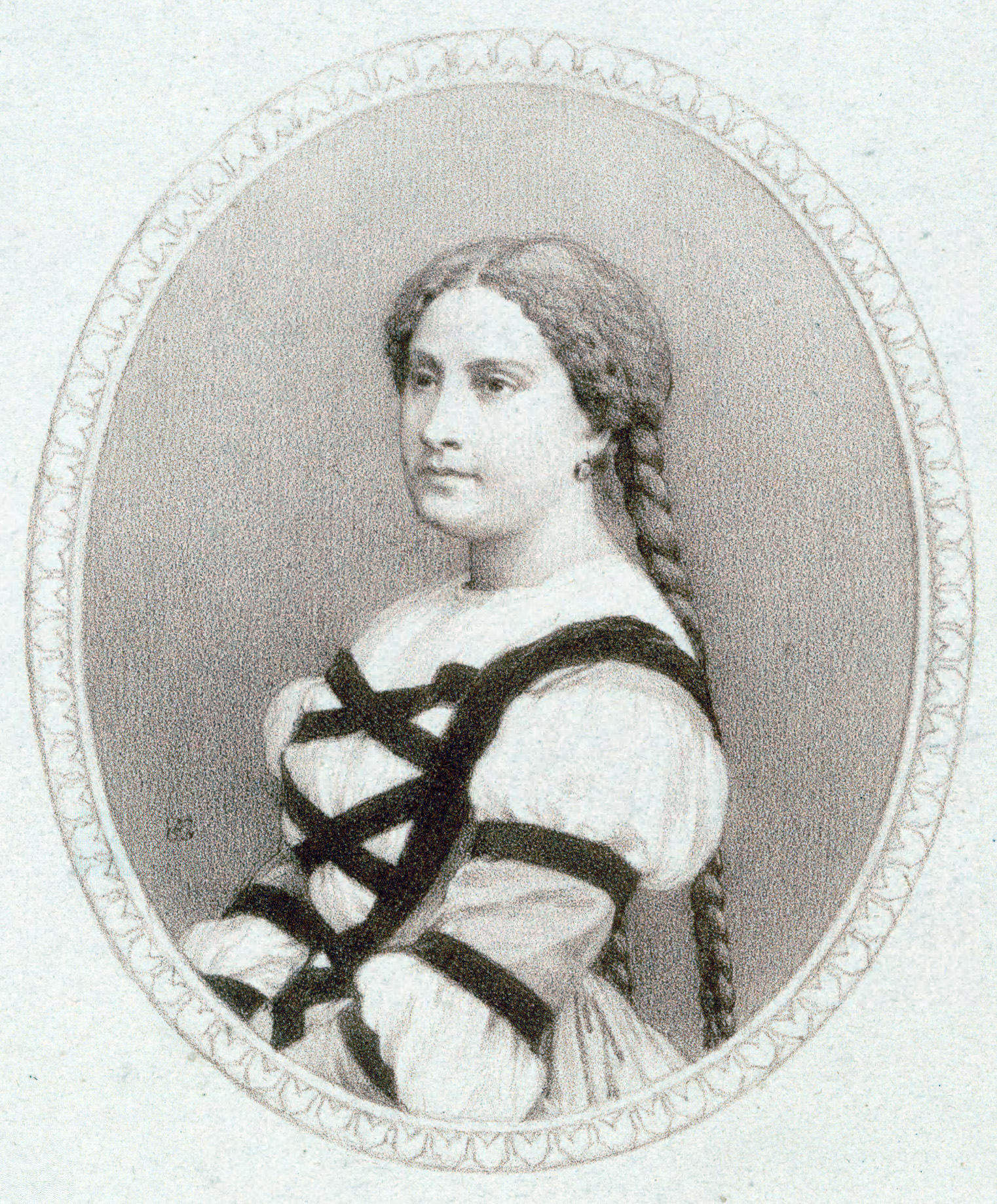
Miolan-Carvalho como Marguerite (1860)

Gounod se decidió a tratar el tema de Fausto respondiendo al clima general de admiración por la intelectualidad germánica que se estaba creando en Francia, y que generaría la adaptación de obras de Goethe para la escena francesa, y el primer intento fallido de Wagner de estrenar en París (1861).
Fausto no fue aceptada en el Teatro de Ópera Nacional, por ser poco «vistosa» y el estreno en el Lyrique tuvo que retrasarse un año porque se presentaba el drama Fausto de Adolphe d'Ennery en Porte St. Martin. El gerente del teatro, Léon Carvalho, designó a su esposa Marie Miolan-Carvalho, para interpretar el personaje de Marguerite, e impuso varios cambios durante la producción, incluso llegó a suprimir algunas partes.
Se estrenó en el Théâtre-Lyrique de París el 19 de marzo de 1859. Incluía diálogos hablados que posteriormente, con ocasión de la primera representación en Estrasburgo, en abril de 1860, fueron sustituidos por recitativos.
Fausto no fue inicialmente bien recibida, pero su editor, Antoine Choudens, que había adquirido los derechos por diez mil francos, emprendió una gira con la obra por Alemania, Bélgica, Italia e Inglaterra, con la misma Marie Caroline Carvalho en el papel principal. Para esta gira se cambió el diálogo hablado de la versión original por recitativos. En 1862, tres años después del estreno, se repuso en París, y esta vez fue un éxito. Más tarde, Gounod insertó en el acto II el aria de Valentin, Avant de quitter ces lieux..., con ocasión de la representación en el Her Majesty's Theatre en 1863. En 1869, se presentó una tercera versión, con el ballet de la noche de Walpurgis incluido para que la obra pudiera ser interpretada en la Ópera en 1869: se convirtió en la ópera más frecuentemente representada en ese teatro y un producto principal del repertorio internacional, en donde permaneció por décadas, siendo traducido a, al menos, 25 idiomas
En París, Fausto gozó de 314 funciones en los diferentes escenarios del Théâtre-Lyrique hasta abril de 1869, después fue representada 166 veces desde el año 1869 al 1875 en la Ópera (Salas Le Peletier y Ventadour). La obra conoció una larga carrera internacional y gozó de una inmensa popularidad: fue representada más de 2400 veces en la Ópera Garnier. Fue la obra con la que se inauguró la Metropolitan Opera en la ciudad de Nueva York el 22 de octubre de 1883, así como el Teatro Nacional de Costa Rica el 19 de octubre de 1897. Es la octava ópera más representada en el Metropolitan Opera, con más de 730 representaciones hasta 2008.
Su popularidad y reputación ha decaído un poco desde alrededor de 1950. Esto se debe a que una producción completa, con sus grandes coros y elaborados escenarios y vestuario resulta muy costosa, sobre todo si se incluye el ballet en el acto V. No fue hasta el período entre 1965 y 1977 que la versión completa fue interpretada (y luego con algunos cortes menores), y todas las representaciones en esa producción incluyeron la Walpurgisnacht y el ballet. Fausto sigue siendo una de las óperas más populares; en las estadísticas de Operabase aparece como la n.º 35 de las cien óperas más representadas en el período 2005-2010, siendo la 3.ª en francés y la primera de Gounod.
La ópera francesa era muy rígida en sus planteamientos y Gounod demasiado superficial para tratar el tema de Fausto en profundidad, motivo por el cual en Alemania, aunque apreciaron la bella y eficaz partitura de Gounod, la ópera jamás se anuncia con su título original, sino que la llaman Marguerite, al considerar que tan solo trata del episodio de este personaje femenino de la obra de Goethe.

## Personajes

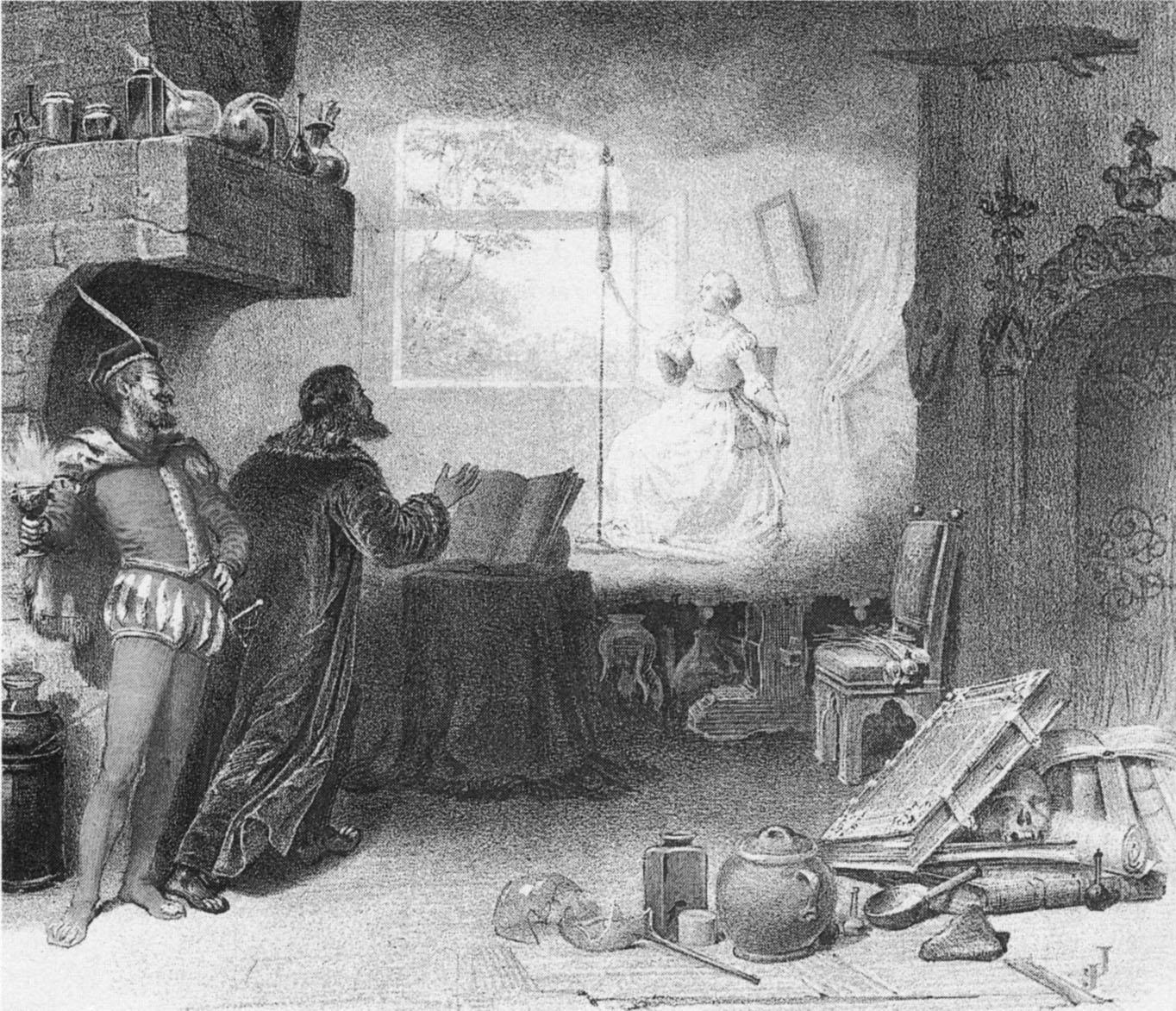
La visión de Marguerite tal como se representó en Covent Garden en 1864 con Jean-Baptiste Faure como Méphistophélès y Giovanni Mario como Fausto.

| Personaje                                                 | Tesitura     | Reparto el 19 de marzo de 1859 Director: Adolphe Deloffre |
| --------------------------------------------------------- | ------------ | --------------------------------------------------------- |
| Dr. Fausto (anciano erudito)                              | tenor        | Joseph Théodore Désiré Barbot                             |
| Mefistófeles (el diablo)                                  | bajo         | Émile Balanqué                                            |
| Margarita (amante de Fausto)                              | soprano      | Marie Caroline Miolan-Carvalho                            |
| Valentín (soldado, hermano de Margarita)                  | barítono     | Reynald                                                   |
| Wagner (amigo de Fausto)                                  | barítono     | M. Cibot                                                  |
| Siébel (alumno de Fausto)                                 | mezzosoprano | Faivre                                                    |
| Marta (vecina de Margarita)                               | mezzosoprano | Duclos                                                    |
| Estudiantes, soldados, burgueses, demonios, ángeles, etc. |              |                                                           |

## Argumento
La acción se desarrolla en Alemania en el siglo XVI.

### Acto I
En el gabinete de Fausto

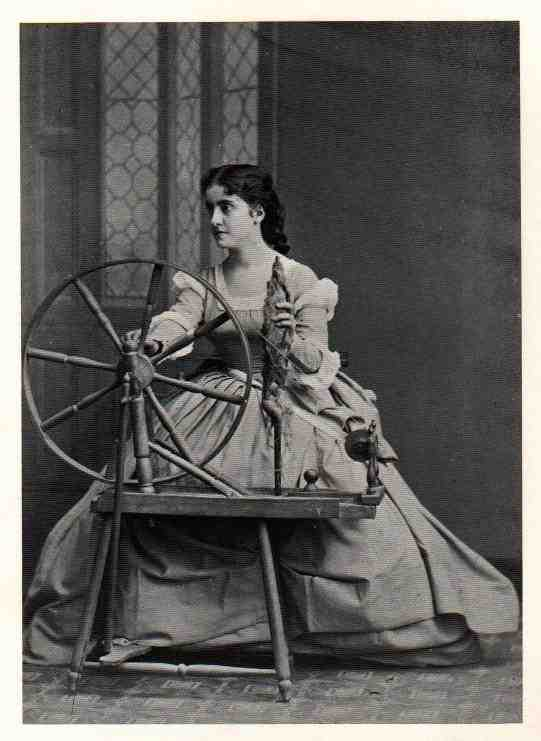
Adelina Patti en el rol de Marguerite

Fausto, un erudito avejentado, determina que sus estudios no lo han conducido a ningún lado y que solo le han hecho desperdiciar su vida y alejar el amor (Rien! En vain j'interroge/¡Nada! En vano cuestioné). Intenta suicidarse dos veces con veneno pero se detiene cada vez que escucha un coro. Maldice a la ciencia y a la fe, e implora asistencia del infierno. Méphistophélès aparece (dúo: Me voici/Aquí estoy) y, con una tentadora imagen de Marguerite en su rueca, persuade a Fausto de comprar los servicios de Méphistophélès en la tierra a cambio del Infierno. El cáliz de veneno de Fausto se transforma mágicamente en un elixir de juventud, transformando a Fausto en un apuesto y joven caballero; los extraños compañeros se suman al mundo.

### Acto II
En las puertas de la ciudad
Un coro de estudiantes y soldados cantan una canción de bebedores (Vin ou Bière/Vino o Cerveza). Valentín, yéndose a la guerra con su amigo Wagner, confía el cuidado de su hermana Marguerite a su joven amigo Siébel (O Sainte Medaille/O Santa Medalla). Méphistophélès aparece, provee a la muchedumbre con vino, y canta una provocadora e irreverente canción sobre el becerro de oro (Le veau d'or/El becerro de oro). Méphistophélès calumnia a Marguerite, y Valentín trata de herirlo con su espada, que se rompe. Valentín y sus amigos usan los escudos cruciformes de sus espadas para apagar lo que ahora saben es un poder infernal (chorus: De l'enfer/Desde el infierno). Méphistophélès se une a Fausto y los aldeanos en un vals (Ainsi que la brise légère/Así como la ligera brisa). Marguerite aparece y Fausto declara su admiración, pero ella rechaza el brazo de Fausto por modestia.

### Acto III
Jardín de Marguerite

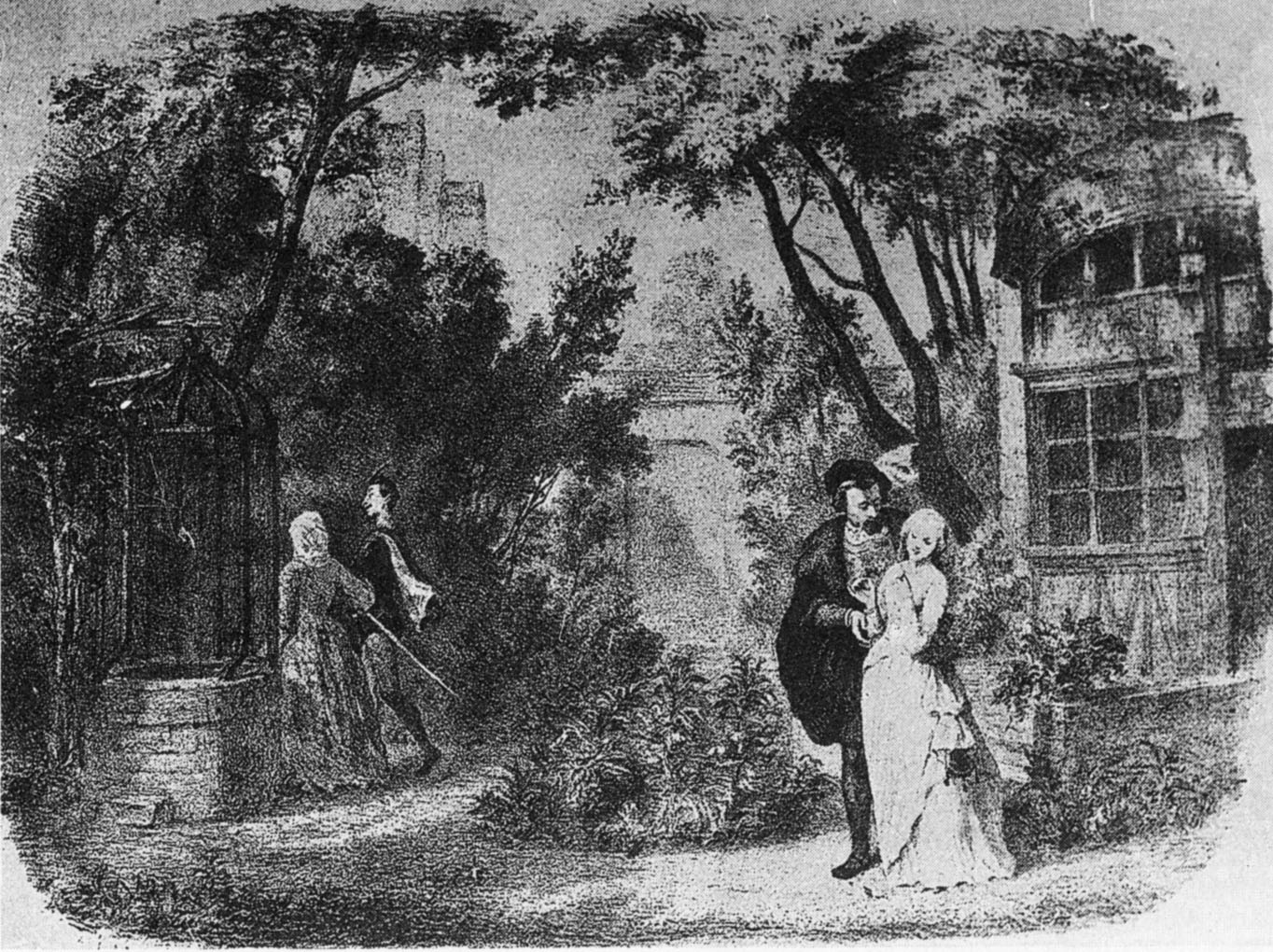
El jardín de Marguerite en la producción original, diseño escénico de Charles-Antoine Cambon y Joseph Thierry

El locamente enamorado Siébel deja un ramo para Marguerite (Faites-lui mes aveux/Hacer de él mi confesiones). Fausto envía a Méphistophélès en busca de un obsequio para Marguerite y canta una cavatina (Salut, demeure chaste et pure/Saludo, morada casta y pura) idealizando a Marguerite como una criatura pura de la naturaleza. Méphistophélès trae una caja decorada conteniendo exquisitas joyas y un espejo de mano y lo deja en el umbral de Marguerite, al lado de las flores marchitas de Siébel. Marguerite entra, reflexionando sobre su encuentro con Fausto en las puertas de la ciudad, y canta una balada acerca del Rey de Thule (Il était un roi de Thulé/Él era un rey de Thule). Marthe, la vecina de Marguerite, nota las joyas y dice que deben ser de un admirador. Marguerite prueba las joyas y es cautivada por como realzan su belleza, como canta en la famosa aria, la Canción de las joyas (Ah! je ris de me voir si belle en ce miroir/¡Ah! Me río de verme tan bella en este espejo). Méphistophélès y Fausto se unen a las mujeres en el jardín y las cortejan. Marguerite permite que Fausto la bese (Laisse-moi, laisse-moi contempler ton visage/Déjame, déjame contemplar tu cara), pero luego le pide que se vaya. Canta en su ventana por su rápido retorno, y él, escuchándola, regresa. Bajo el vigilante ojo de Méphistophélès, queda claro que la seducción de Fausto a Marguerite será exitosa.

### Acto IV
La habitación de Marguerite / una plaza pública en el exterior de su casa / una catedral
Nota: las escenas de los actos IV y V algunas veces se dan en diferente orden y pueden ser cortadas o suprimidas en las presentaciones.

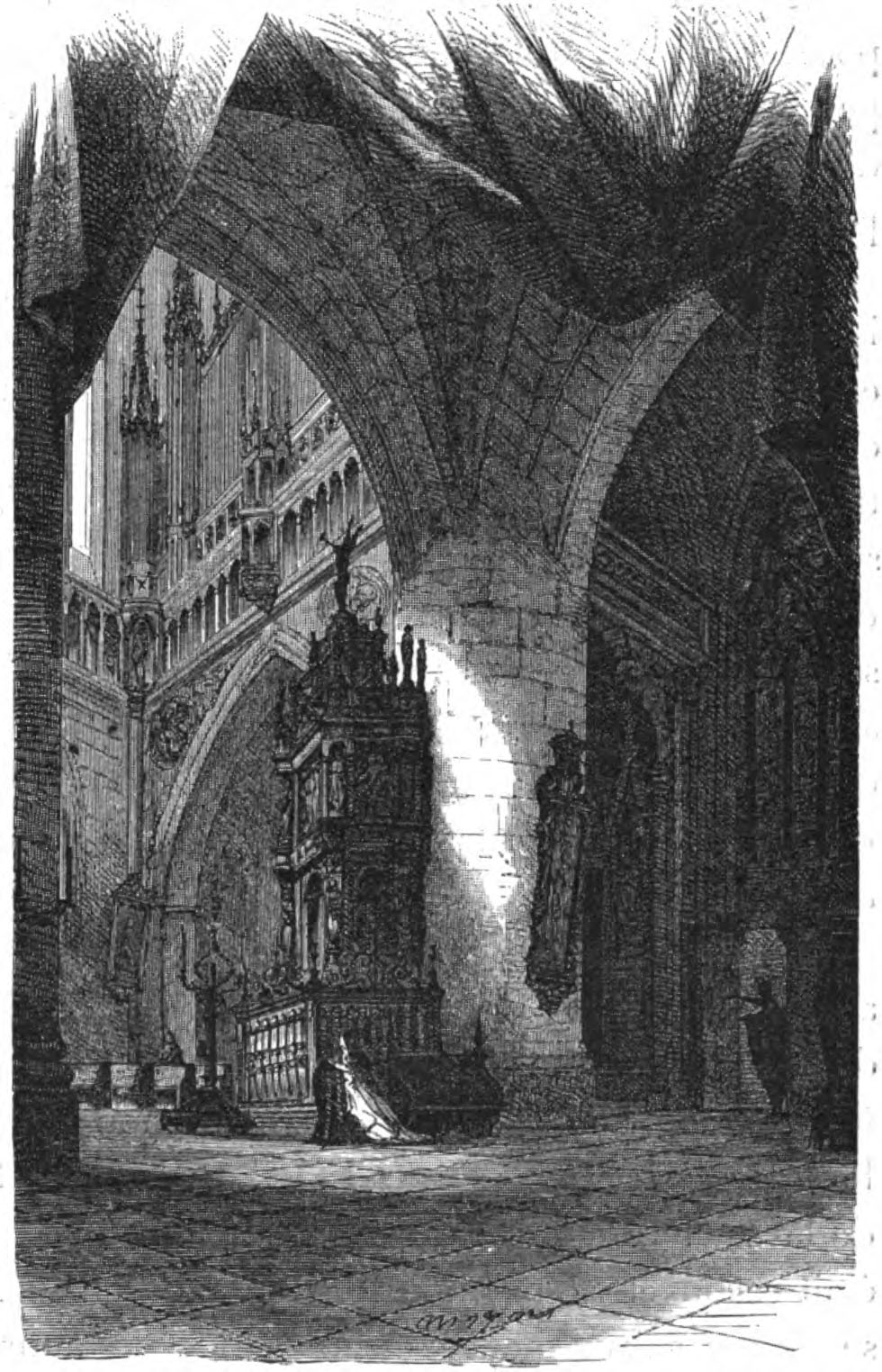
Marguerite reza en la catedral, escenario diseñado por Cambon

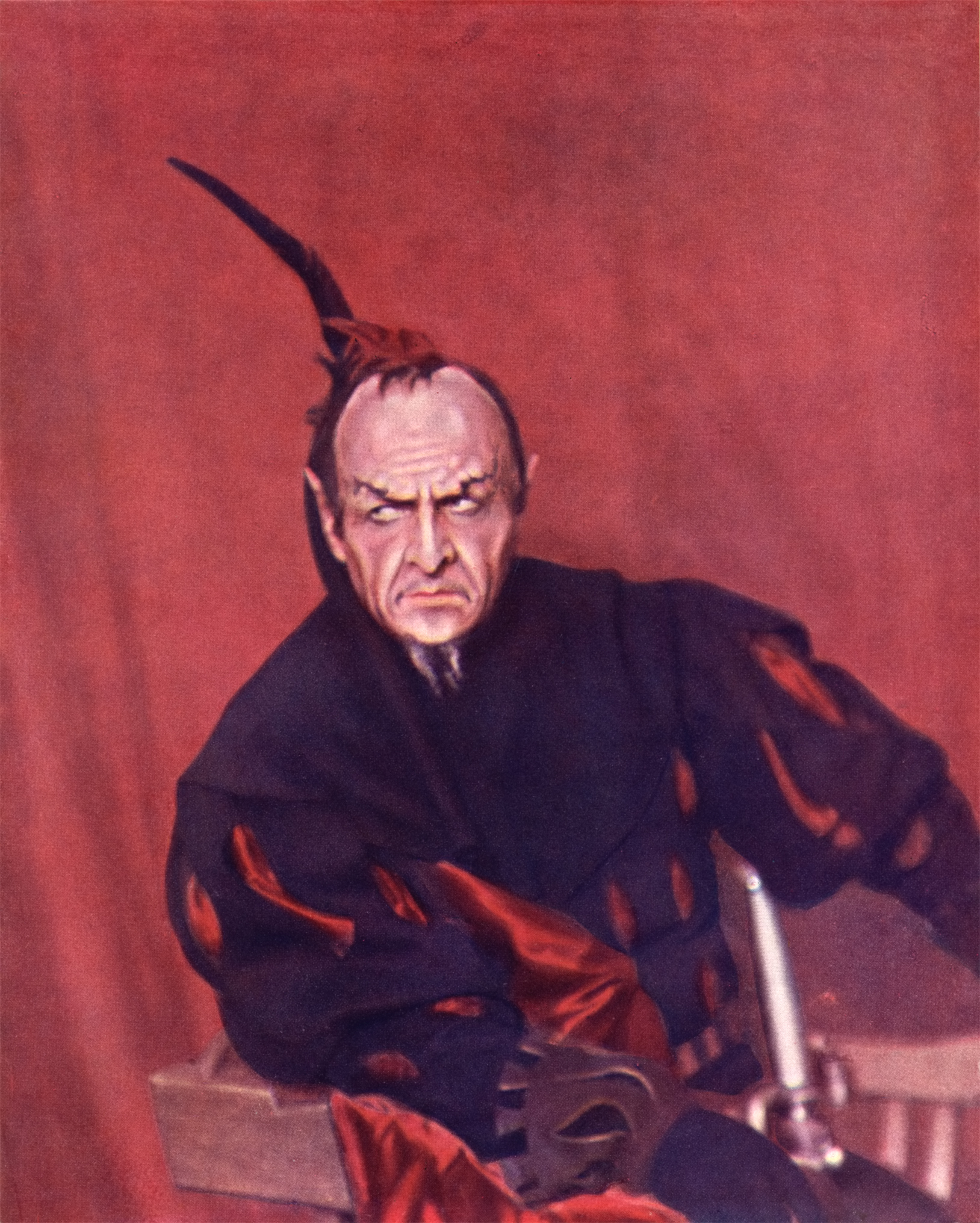
Feodor Chaliapin como Méphistophélès, 1915

Después de que Fausto la deje embarazada y abandone, Marguerite ha dado a luz y se convierte en una excluida social. Canta un aria en su rueca (Il ne revient pas/Esto no vuelve). Siébel permanece con ella. La escena cambia a la plaza en el exterior de la casa de Marguerite. La compañía de Valentin regresa de la guerra con una marcha militar (Deposons les armes/Dejemos las armas y Gloire immortelle de nos aïeux/La gloria inmortal de nuestros antepasados, el bien conocido «coro de soldados»). Siébel le pide a Valentin que perdone a Marguerite. Valentin se apresura a ir a su casa. Mientras él está dentro, aparecen Fausto y Méphistophélès, y Méphistophélès, creyendo que allí está solo Marguerite, canta una socarrona obra burlesca de una serenata de amante bajo la ventana de Marguerite (Vous qui faites l'endormie/Tú eres el que hizo el sueño). Valentin sale de la casa, sabiendo ahora que Fausto ha corrompido a su hermana. Los tres hombres luchan, Méphistophélès bloquea la espada de Valentin, lo que permite a Fausto dar la estocada fatal. Con su último suspiro Valentin maldice a Marguerite por su muerte y la condena al Infierno ante el pueblo reunido (Ecoute-moi bien Marguerite/Escúchame Marguerite). Marguerite va a la iglesia e intenta rezar, pero es detenida, primero por Méphistophélès y luego por un coro de demonios. Acaba su rezo, pero se desmaya cuando Méphistophélès la maldice de nuevo.

### Acto V
Las montañas de Harz en Walpurgisnacht/ una caverna / El interior de una prisión
Méphistophélès y Fausto son rodeados por brujas (Un, deux et trois/Uno, dos y tres). Fausto es transportado a una caverna de reinas y cortesanas, y Méphistophèlés promete proveer a Fausto con el amor de las más grandiosas y hermosas mujeres de la historia. Un ballet orgiástico sugiere la juerga que continúa durante toda la noche. Mientras se acerca el amanecer, Fausto tiene una visión de Marguerite y la llama. Méphistophélès ayuda a Fausto a entrar a la prisión en donde Marguerite está detenida por matar a su hijo. Cantan un dueto de amor (Oui, c'est toi que j'aime/Sí, es a ti a quien amo). Méphistophélès afirma que solo una mano mortal puede rescatar a Marguerite de su destino, y Fausto ofrece rescatarla del verdugo, pero ella prefiere confiar su suerte a Dios y sus ángeles (Anges purs, anges radieux/Ángeles puros, ángeles radiantes). Al final ella padece alucinaciones de que las manos de Fausto están manchadas de sangre, lo rechaza y se desmaya; Méphistophélès grita que Marguerite ha sido juzgada. Sin embargo, queda protegida por su fe y su arrepentimiento. Méphistophélès se basta para arrastrar a Fausto al infierno. Conforme Marguerite se alza de nuevo, luego asciende en dirección al Cielo, un coro de ángeles anuncia que ella se ha salvado. (Sauvée! Christ est ressucité!/¡Salvada! ¡Cristo ha resucitado!).

## Arias destacadas

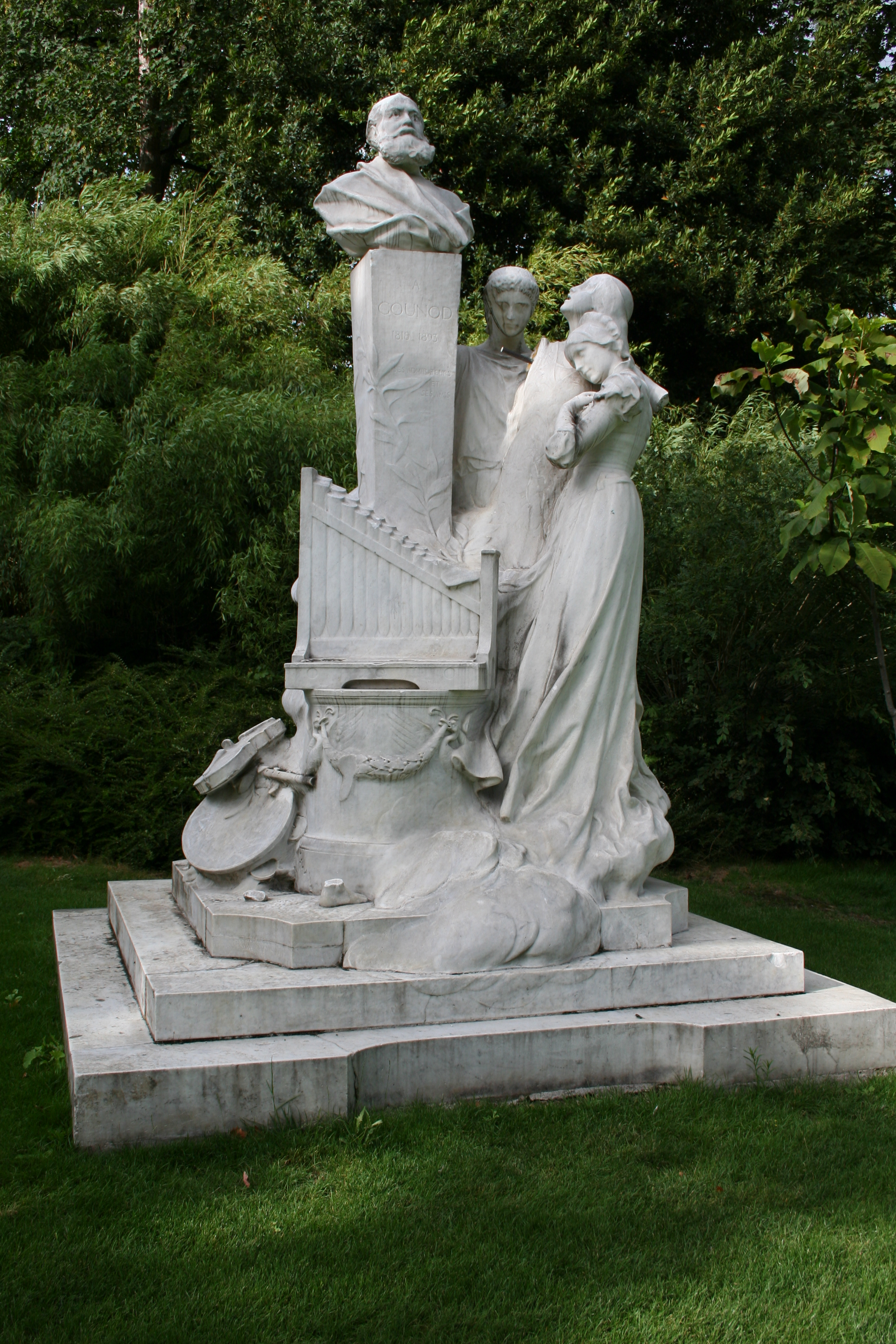
Monumento a Charles Gounod en el Parque Monceau de París, obra de Antonin Mercié.

- Invocación de Valentin: «Avant de quitter ces lieux...»
- Ronda del becerro de oro (Méphisto): «Le veau d'or est toujours debout» (Acto 2)
- Vals: «Ainsi que la brise légère...» (Acto 2)
- Aria del rey de Thulé (Marguerite): «Il était un roi de Thulé...» (Acto 3)
- Aria de las joyas (Marguerite): «Ah ! je ris de me voir si belle...» (Acto 3)
- Cavatina (Fausto): «Salut ! Demeure chaste et pure...» (Acto 3)
- Invocación a la noche (Méphisto): «Ô nuit ! étends sur eux ton ombre...» (Acto 3)
- Coro de soldados: «Gloire immortelle de nos aïeux...»

## Autoría
En The Oxford Companion to Music, Percy Scholes escribe en el artículo sobre Gounod:

«Una curiosa controversia en relación con Fausto puede mencionarse al final. Cuando se representó por vez primera se dijo por los críticos que estaba lejano de las obras previas de Gounod y un crítico, llegando a dudar de su capacidad para componerla, fue desafiado a un duelo y forzado a retirar sus palabras. Cincuenta años más tarde se revivió el tema, y ciertamente personas mayores que habían conocido a Gounod produjeron una historia sobre que él robó la partitura a un joven genio que murió en un manicomio. La cuestión se discutió de nuevo en la prensa parisina a finales de los años veinte, basándose quienes dudaban de la autoría de Gounod (de manera bastante precaria) en una comparación del estilo con el de otras obras del compositor.»
El director de la producción de 1974 en el Covent Garden, John Matheson, dijo en una entrevista para la BBC que dudaba de que Gounod hubiera compuesto la música de ballet para la escena de la noche de Walpurgis – que tuvo que añadirse cuando la ópera fue acogida por la Ópera de París donde un ballet se consideraba ingrediente esencial en cualquier ópera. Matheson dijo que creía bastante probable que Gounod, quien no tenía experiencia alguna en la escritura de ballet, pagó a otro compositor, posiblemente a Léo Delibes, para que lo escribiera en su lugar.[cita requerida]

## En otras formas artísticas
Partes de la ópera han pasado a la cultura popular de toda Europa durante más de un siglo. Fue tan popular en los Estados Unidos que en Nueva York la temporada de ópera empezaba con una representación de ella cada año durante varias décadas a finales del siglo XIX, un hecho al que Edith Wharton hace gran referencia en su novela La edad de la inocencia. El autor argentino Estanislao del Campo escribió un poema satírico, Fausto (1866), que describe las impresiones de un gaucho durante la representación de la ópera de Gounod.
Una representación de la ópera forma parte de la obra El fantasma de la ópera de Gaston Leroux y se presenta en algunas adaptaciones al cine incluyendo la versión de 1925. Irene Dunne interpreta la «Canción de las joyas» en la película Stingaree (1934) y Jeanette MacDonald interpreta varias escenas de la ópera en San Francisco (1936), completa con vestuario, escenarios y orquesta.
Hay extractos muy breves de las palabras del «Aria de las joyas» en varias historias de Las aventuras de Tintín. En esta serie de cómics, Tintín y su compañero, el capitán Haddock, a menudo se encuentran con una grandilocuente cantante de ópera llamada Bianca Castafiore, que tiene un parecido nada ligero con una destacada Marguerite tardía (1882), Emma Calvé. Su marca de fábrica es la canción de las joyas, que siempre canta a gran volumen, sin decir nunca nada más que Ah! je ris de me voir si belle en ce miroir o unas pocas palabras más de otros versos. Toda la historia de Tintín Las joyas de la Castafiore deriva de este chiste recurrente. El coro de soldados sirve como la melodía de una canción infantil británica con la letra «Oh Jemima, look at your Uncle Jim / He's in the duckpond learning how to swim / First he does the backstroke, then he does the side / Now he's under water swimming against the tide».
Aunque la secuencia de ballet de la noche de Walpurgis del acto V a menudo se omite en las representaciones de la ópera, sí que recibe interpretaciones separadas como parte de un programa de ballet, por ejemplo Walpurgisnacht Ballet de George Balanchine.

## Discografía
Esta es una lista de grabaciones de Fausto..
| Año     | Elenco (Faust, Mephistopheles, Marguerite)              | Director, Teatro de ópera y orquesta                                                | Sello discográfico                                                                      |
| ------- | ------------------------------------------------------- | ----------------------------------------------------------------------------------- | --------------------------------------------------------------------------------------- |
| 1920    | Giuliano Romagnola, Fernando Autori, Gemma Bosini       | Carlo Sabajno, Coro y orquesta del Teatro de La Scala (cantado en italiano)         | Audio CD: Divine Art «Historic Sound» Cat: DDH 27810                                    |
| 1929-30 | Heddle Nash, Miriam Licette, Robert Easton              | Thomas Beecham, Coro y Orquesta Sinfónica de la BBC (cantado en inglés)             | Audio CD: Opera d'Oro Cat: OPD 9010                                                     |
| 1930    | César Vezzani, Marcel Journet, Mireille Berton          | Henri Büsser, Coro y orquesta de la Ópera de París                                  | Audio CD: Membran Cat: 231136                                                           |
| 1936    | Antonio Melandri, Nazzareno de Angelis, ??              | Lorenzo Molajoli, Coro y orquesta del Teatro de La Scala (cantado en italiano)      | Audio CD: Preiser Records Cat: 89134 (no es una grabación íntegra: solo está el Acto I) |
| 1953    | Nicolai Gedda, Boris Christoff, Victoria de los Ángeles | André Cluytens, Coro y orquesta del Théâtre National de l' Opéra de Paris           | Audio CD: EMI Cat: CMS 5 65256-2; Malibran Cat: CMS5652562 (mono)                       |
| 1951    | Eugene Conley, Cesare Siepi, Eleanor Steber             | Fausto Cleva, Coro y orquesta de la Metropolitan Opera                              | Audio CD: Preiser Records Cat: 20015                                                    |
| 1958    | Nicolai Gedda, Boris Christoff, Victoria de los Ángeles | André Cluytens, Coro y orquesta del Théâtre National de l' Opéra de Paris           | Audio CD: EMI Classics, Cat: 65256-2 (estéreo)                                          |
| 1966    | Franco Corelli, Nicolai Ghiaurov, Joan Sutherland       | Richard Bonynge, Orquesta Sinfónica de Londres y el Coro Ambrosiano                 | Audio CD: Decca Cat: 470563-2                                                           |
| 1977    | Jaime Aragall, Paul Plishka, Montserrat Caballé         | Alain Lombard, Orquesta Filarmónica de Estrasburgo y los Choeurs de L'Opéra du Rhin | Audio CD: Erato Records Cat: STU 71031(4)                                               |
| 1978    | Plácido Domingo, Nicolai Ghiaurov, Mirella Freni        | Georges Prêtre, Coro y orquesta del Théâtre National de l' Opéra de Paris           | Audio CD: EMI Classics, Cat: 5 09166                                                    |
| 1986    | Francisco Araiza, Yevgeny Nesterenko, Kiri Te Kanawa    | Colin Davis, Coro y Orquesta Sinfónica de la Radio de Baviera                       | Audio CD: Philips, Cat: 475 7769                                                        |
| 1989    | Alberto Cupido, Simon Estes, Rosalind Plowright         | Seiji Ozawa, Orquesta Nacional de Francia and Coro de la Radio France               | Audio CD: Deutsche Grammophon, Cat: 426 596-2                                           |
| 1991    | Richard Leech, José van Dam, Cheryl Studer              | Michel Plasson, Coro y orquesta del Capitole de Toulouse, Coro del ejército francés | Audio CD: EMI Classics, Cat: CDS 5 56224-2                                              |
| 1993    | Jerry Hadley, Samuel Ramey, Cecilia Gasdia              | Carlo Rizzi, Coro y orquesta de la Ópera Nacional Galesa                            | Audio CD: Warner Classics Cat: 4 509-90 872-2                                           |